# Yaesu

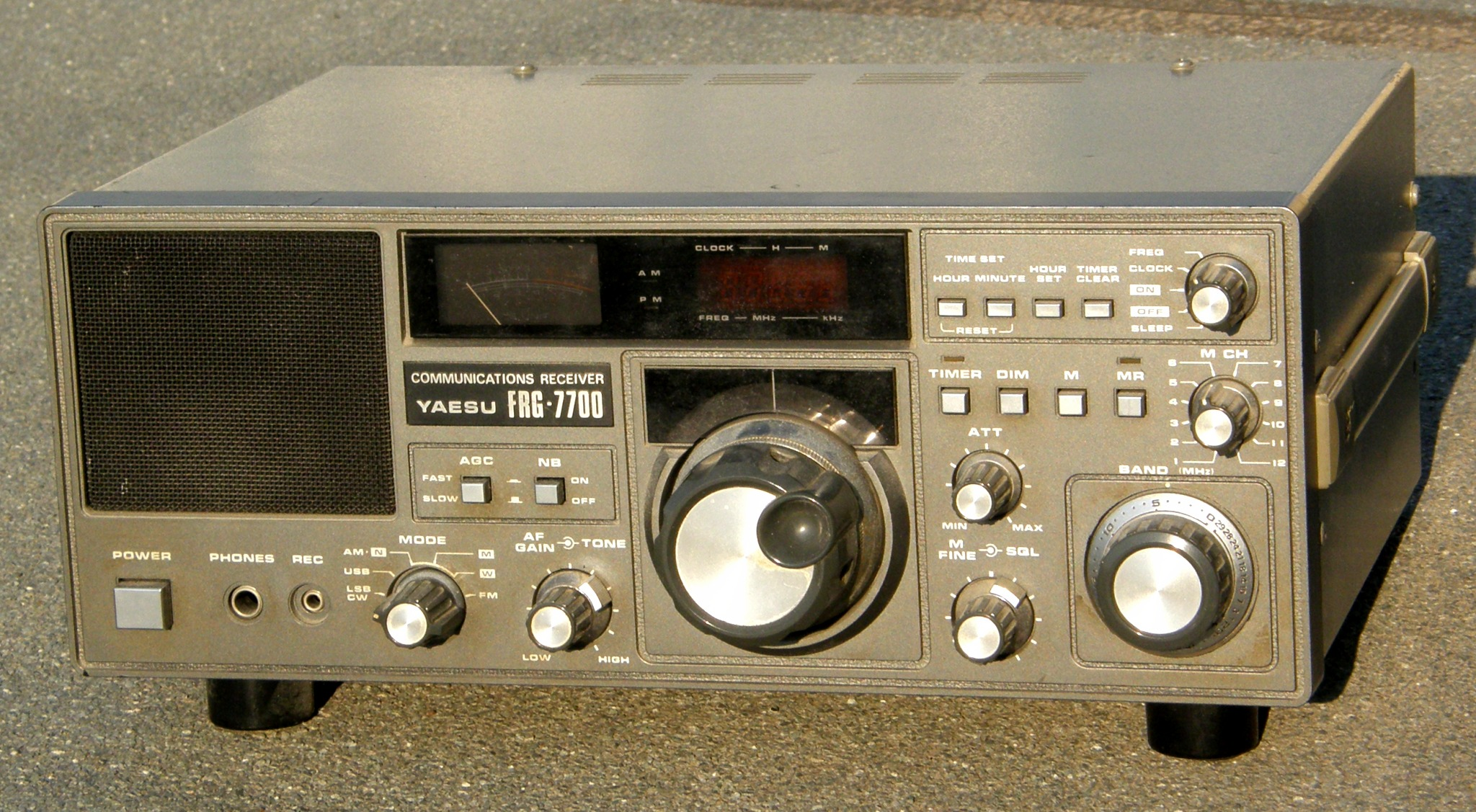
Produkten FRG-7700

Yaesu är ett företag från orten med samma namn i Japan som sedan 1959 tillverkat radio- och amatörradioutrustning.
Hette förut Yaesu-musen, och tillverkas av Vertex Standard. Tillverkar både handhållna radior, mobila stationer såsom basstationer.